# Catoptrita
La catoptrita o katoptrita és un mineral de la classe dels silicats. Rep el seu nom del grec κάτοπτρου, mirall, en al·lusió a les reflexions vidrioses de la seva exfoliació.

## Característiques
La catoptrita és un silicat de fórmula química Mn2+
13Al₄Sb5+
2O20(SiO₄)₂. Cristal·litza en el sistema monoclínic. La seva duresa a l'escala de Mohs és 5,5.
Segons la classificació de Nickel-Strunz, la catoptrita pertany a «9.AE - Nesosilicats amb anions addicionals (O,OH,F,H₂O); cations en coordinació tetraèdrica [4]» juntament amb els següents minerals: beril·lita, euclasa, sverigeïta, hodgkinsonita, gerstmannita, clinohedrita, stringhamita, yeatmanita i esferobertrandita.

## Formació i jaciments
Només ha estat trobada a Suècia. Va ser descoberta a la mina Brattfors, al camp de Nordmark Odal (Nordmarksberg), al municipi de Filipstad, al comtat de Värmland. En el mateix comtat també ha estat trobada a la mina Kitteln i a Finngruvan-Gröngruvan. Al comtat de Västmanland ha estat descrita a Sjögruvan, a la localitat de Grythyttan, en el municipi de Hällefors. No ha estat descrita en cap altre indret del planeta.